# ルイ＝ラザール・オッシュ

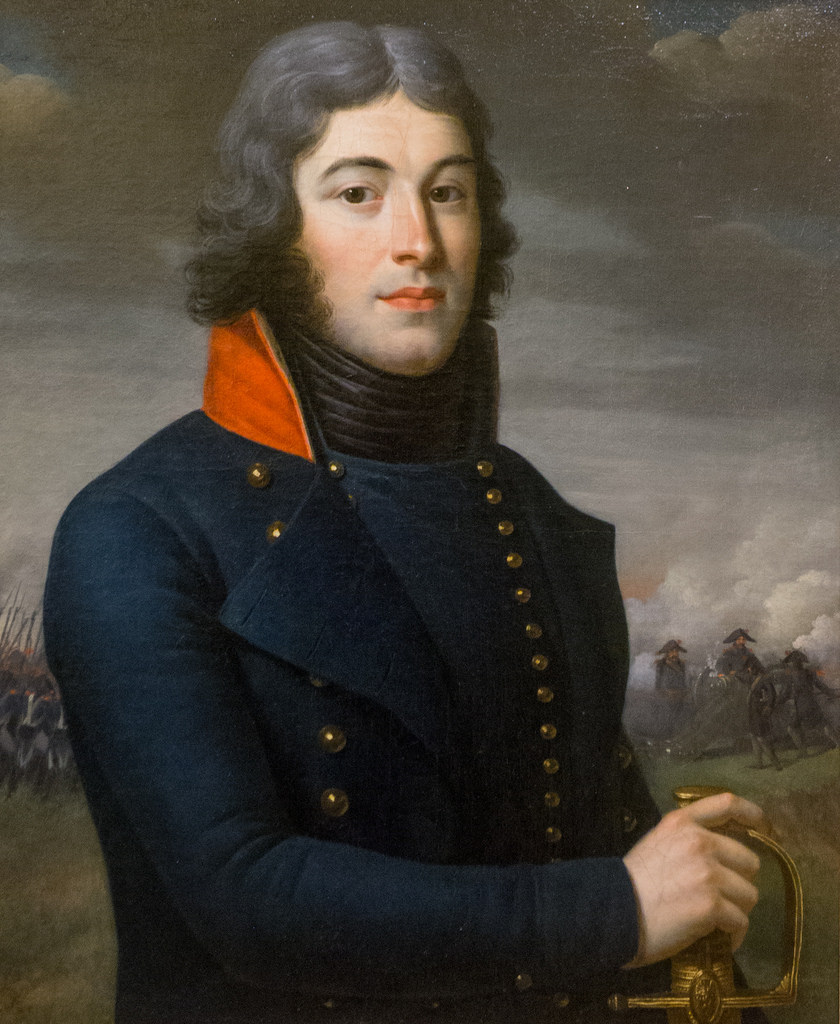
ルイ・ラザール・オッシュ

ルイ・ラザール・オッシュ（Louis Lazare Hoche、1768年6月24日 - 1797年9月19日）は、フランス革命期の軍人。

## 生涯
1768年、馬丁の子としてモントルイユ（現ヴェルサイユ）で生まれた。1784年、16歳で兵卒として軍隊に入隊。革命勃発時には、すでにフランス衛兵隊の伍長となっていた。1789年7月14日、革命の理念と国民議会を熱烈に支持してバスティーユ襲撃では民衆側に加担。8月、フランス衛兵隊の解散とともに、国民衛兵隊に軍曹として入隊。10月のヴェルサイユ行進にも参加した。 
1792年4月に戦争が勃発すると従軍して昇進していった。北部戦線の攻囲戦、ネールウィンデンの戦いに参加して、1793年3月に幕僚中佐に任命されるが、反革命容疑で逮捕される。しかし証拠不充分だったことから無罪判決を勝ち取って、ダンケルク守備隊に転属し、ここにおいてのダンケルク攻防戦で大きな武勲を上げて准将に昇進した。さらに勲功を重ねて1か月後には将軍に昇進し、26歳にして軍司令官に任命された。 
10月に軍隊を率いてプロイセン軍と戦い、カイザースラウテルンの奪取に失敗するが、体勢を立て直すと、12月にはヴルトにおいてオーストリア連合軍を叩いて彼らを撤退に追い込み、ライン西岸を確保した。94年、ラザール・カルノーに罷免されるが、イタリア軍司令官への栄転が決まった。 
しかしサン＝ジュストの配下の将軍の告発によって、ニースで逮捕され、パリへ移送された。1週間前に結婚した16歳の新妻を残して、しばらく牢獄で日々を送っていたが、隣部屋となったジョゼフィーヌ・ド・ボアルネと愛人関係となった。5月16日には処刑は目前だったが、テルミドールのクーデターが発生したため釈放された。 
その後、西部方面軍への転任を受けてヴァンデの反乱鎮圧に派遣された。赴任すると寛容政策を取り、ヴァンデ反乱軍を瓦解に追い込んだ。1795年6月15日、イギリスの支援で王党派部隊がキブロンに上陸すると、これを撃退して大半を捕虜にした。1796年7月までにヴァンデ地方の平定を宣言した。 
同年、アイルランド遠征軍司令官に任命される。12月にブレスト港を出港するが、暴風雨のために艦隊が散り散りになり失敗に終わった。 翌1797年2月、軍司令官に就任すると、オーストリア軍を撃破して幾つか戦勝を収める。議会での王党派勢力拡張に危機感を持って、軍隊を派遣してパリを包囲。陸軍大臣への就任を要請されるが、短期間務めたあと総裁ポール・バラスの腐敗に抗議して辞職し、軍隊に戻るが体調を崩して1797年、30歳で戦地ヴェツラーで病死（毒殺説もある）した。
ナポレオンの同僚にしてライバルでもあり、「戦争の達人」（ナポレオン）と評される。

## 関連作品
- 『聖戦ヴァンデ』上下 - 角川書店（1997年2月） 藤本ひとみ著